# Bina Baru
Bina Baru is een bestuurslaag in het regentschap Kampar van de provincie Riau, Indonesië. Bina Baru telt 4591 inwoners (volkstelling 2010).